# Phymaturus payuniae
Phymaturus payuniae (lagartija de la Payunia) es una especie de lagarto de la familia Liolaemidae descripta por Cei y Castro (1973).
En la descripción original se consideró una subespecie de Phymaturus patagonicus, y en 1995 todas las subespecies del género fueron elevadas a especies. Pertenece al grupo patagonicus del género, que en contraposición al grupo palluma, reúne a las especies de menor tamaño y cola menos espinosa, entre otras características relacionadas al número y a la morfología de las escamas así como a características óseas.
Son lagartos de cuerpo aplanado de 82-85 mm de longitud hocico-cloaca con una cola de alrededor de 100 mm. No hay dimorfismo sexual en tamaño pero sí en el patrón de coloración. Los machos son de color marrón oscuro con pequeñas manchas irregulares blanquecinas en el dorso, mientras las hembras poseen manchas más grandes ubicadas en series laterales.

## Distribución
Es endémica de la región de la Payunia en Argentina, en el sur de la provincia de Mendoza, entre los 1600 y 2500 m s. n. m. La región, transición entre las provincias fitogeográficas de Monte y Patagonia, se caracteriza por un paisaje volcánico, donde la especie ocupa rocas ignimbríticas y traquíticas, pero evita los basaltos. Se la puede encontrar dentro de la Reserva Provincial La Payunia y en la Altiplanicie del Payún, coexistiendo con Phymaturus roigorum, una especie del género perteneciente al grupo palluma.

## Hábitat y ecología
Como todas las especies del género, es saxícola (vive en rocas), vivípara y herbívora. Utiliza las grietas de las rocas como refugio, las que puede compartir con P. roigorum.
Se alimenta de Fabiana punensis (Solanaceae), Senecio filaginoides (Asteraceae) Mulinum spinosum (Apiaceae) y Tetraglochin alatum (Rosaceae), pero evita pastos y plantas de tallos más duros como Ephedra chilensis (Ephedraceae).
Es de hábitos diurnos y se asolea en rocas, con un comportamiento principalmente heliotérmico, es decir, cuando hay sol utiliza esta energía para adquirir su temperatura corporal. Cuando está nublado toma el calor de las rocas, mostrando un comportamiento tigmotérmico. Los movimientos entre sol y sombra o grietas, ayudado por diferentes posturas corporales le permite a los individuos de esta especie ser buenos termorreguladores.

## Amenazas y conservación
La Asociación Herpetológica Argentina (AHA) categorizó a esta especie como Vulnerable debido a su distribución geográfica restringida, su especialización al hábitat y por la creciente actividad petrolera en el área de distribución que podría afectar las poblaciones.
La Unión Internacional para la Conservación de la Naturaleza (IUCN), en cambio, la considera Casi Amenazada (Near Threatened), ya que no hay información suficiente para determinar si la población está disminuyendo. Si bien habita lugares amenazados por la extracción continua de petróleo (incluso dentro del área protegida provincial), los herpetólogos siempre registran la especie cuando visitan el lugar.
La actividad de extracción de petróleo no afecta directamente los afloramientos rocosos donde se encuentra la especie, pero podría interrumpir la dispersión entre parches debido a los numerosos caminos que se están construyendo.
No existen medidas de conservación específicas para esta especie, pero se encuentra protegida en el Parque Provincial La Payunia.